# Ed Sheeran
Edward Christopher "Ed" Sheeran (født 17. februar 1991) er en britisk singer-songwriter. Han er født i Hebden Bridge og opvokset i Framlingham, Suffolk, og flyttede til London i 2008 for at forfølge en musikalsk karriere. I begyndelsen af 2011 udgav Sheeran en uafhængig EP, No. 5 Collaborations Project, der fangede både Elton John og Jamie Foxxs opmærksomhed. Han skrev senere kontrakt med Asylum Records. Hans debutalbum, +, som indeholder singlerne "The A Team" og "Lego House", vandt femdobbelt platin i Storbritannien. I 2012 vandt han to Brit Awards for Best British Male Solo Artist og British Breakthrough Act. "The A Team" vandt Ivor Novello Award for Bedste Sang Musikalsk og Lyrisk. I 2014 blev han nomineret til Bedste Nye Artist ved 56. årlige Grammy Awards.
Sheerans popularitet i udlandet begyndte i 2012. I USA havde han en gæsteoptræden på Taylor Swifts fjerde studiealbum, Red, og skrev sange til One Direction. "The A Team" blev nomineret til Årets sang ved Grammy Awards i 2013, og han optrådte med sangen i duet med Elton John under ceremonien. Han brugte meget af 2013 med at turnere i Nordamerika som opvarmning for Swifts The Red Tour. I efteråret 2013 spillede Sheeran tre udsolgte shows i New Yorks Madison Square Garden som hovednavn. Hans andet album med titlen X (læses som "multiply") blev udgivet verdensplan den 23. juni 2014 og blev nummer et på Englands albumhitliste og USA Billboard 200. X blev nomineret til Årets Album ved den 57. Årlige Grammy Awards. Som en del af sin X verdensturné spillede Sheeran tre koncerter på Londons Wembley Stadium i juli 2015, hvilket var hans største solo show til dato.
Ed Sheeran udgav sit tredje studiealbum, ÷ den 3. marts 2017. I Danmark har albummet opnået rekorden for flest uger som nummer ét på hitlisten, med 32 uger. ÷ var det mest solgte album i Danmark i 2017.
Sheeran har solgt mere end 150 millioner plader verden over, hvilket gør ham til en af verdens bedst sælgende musikkunstnere. Han har 101 millioner RIAA-certificerede enheder i USA,  og to af hans albums er på listen over bedst sælgende albums i Storbritanniens hitlistehistorie. I december 2019 udnævnte Official Charts Company ham til årtiets kunstner med den største kombinerede succes på de britiske album- og singlehitlister i 2010'erne.  Globalt betragtet, udnævnte Spotify ham til den anden mest streamede kunstner i årtiet. Hans ÷ tour fra marts 2017 til august 2019 blev den mest indbringende koncertturné nogensinde. Som alumne fra National Youth Theatre i London har Sheerans skuespillerroller inkluderer at optræde i filmen Yesterday (2019).

## Baggrund
Ed Sheeran er født i Hebden Bridge nær Halifax, England, men flyttede med forældrene til Suffolk. Hans far, John Sheeran, er kunstkurator og foredragsholder. Hans mor er Imogen Lock. Hans forældre ledede den uafhængige kunstrådgivning, Sheeran Lock, fra 1990 til 2010. Sheerans storebror, Matthew, er en klassisk komponist og postgraduat musikstuderende.
Sheerans fars forældre var irsk, fra Maghera og North Wexford. Han blev opdraget i den romersk-katolske tro. Han sang i et lokalt kirkekor fra en alder af fire, lærte guitar i en meget ung alder og begyndte at skrive sange i løbet af sin tid på Thomas Mills High School i Framlingham. Hans tidlige barndomsminder omfattede, at han lyttede til Van Morrison under sine rejser til London med sine forældre og gik til en intim Damien Rice show i Irland, da han var elleve. Ud over Rice har han også krediteret The Beatles, Bob Dylan, Nizlopi og Eminem som sine største musikalske påvirkninger. Han er protektor for Youth Music Theatre UK. Han blev optaget på National Youth Theatre i London som teenager.

## Karriere

### 2004–2011: Karrierens begyndelse
Sheeran begyndte at indspille musik i 2004, og i en alder af tretten udgav han selvstændigt sin første samling af værker med titlen Spinning Man. Sheeran har været venner med en anden engelsk sanger, Passenger, siden han var 15, og de to spillede den samme koncert i Cambridge. Han flyttede til London i 2008 og begyndte at spille på små spillesteder. I 2008 gik han til audition til ITV-serien Britannia High. Han åbnede også for Nizlopi i Norwich i april 2008, efter at have været en af deres guitarteknikere.
I efteråret 2009 begyndte Sheeran at studere musik på Academy of Contemporary Music (ACM) i Guildford, Surrey som bachelor i en alder af 18, men forlod skolen uden tilladelse samme år for at støtte hiphop-kunstneren Just Jack.
Han udgav endnu en EP i 2009, You Need Me, og samarbejdede også flere gange med Essex-sangerinden Leddra Chapman, herunder CeeLo Greens "Fuck you". I februar 2010 postede Sheeran en video gennem SB.TV – en kanal lanceret af den britiske iværksætter Jamal Edwards – og rapperen Example inviterede Sheeran til at turnere med ham. I samme måned udgav han også sin anmelderroste Loose Change EP, som indeholdt hans fremtidige debut single, "The A Team".
Sheeran begyndte at blive set af flere mennesker over internettet via YouTube, og hans fanskare blev udvidet, idet han også modtog ros fra avisen The Independent og Elton John. Han spillede en Station Session i St. Pancras International i juni 2010.Noget af episoden er på deres Facebook-side  Sheeran udgav også selv to andre EP'er i 2010, Ed Sheeran: Live at the Bedford og Songs I Wrote with Amy, som er en samling af kærlighedssange, han skrev i Wales med Amy Wadge. Da han var i Los Angeles i 2010, blev han inviteret til at optræde på The Foxxhole, en klub drevet af skuespilleren Jamie Foxx, som endte med en invitation til at blive hjemme hos Foxx.
Den 8. januar 2011 udgav Sheeran endnu en uafhængig EP, No. 5 Collaborations Project, med grime-artister som Wiley, Jme, Devlin, Sway og Ghetts. Med denne EP fik Sheeran mainstream-opmærksomhed for at have nået nummer 2 i iTunes-listen uden nogen promovering eller etiket og solgte over 7.000 eksemplarer i den første uge. Tre måneder senere lavede Sheeran et gratis show for fans på Barfly i Camden Town. Over 1.000 fans mødte op, så Sheeran spillede fire forskellige shows for at sikre, at alle så en koncert, inklusive en koncert udenfor på gaden, efter at spillestedet var lukket. Senere samme måned fik Sheeran kontrakt med Asylum Records.
Den 26. april 2011 optrådte Sheeran i BBCs musikshow Later... with Jools Holland, hvor han optrådte med sin debutsingle "The A Team". Seks uger senere blev "The A Team" udgivet som digital download i Storbritannien. Udgivelsen fungerede som hovedsinglen fra Sheerans debutstudiealbum, + (udtales "plus"). "The A Team" kom ind på UK Singles Chart som nummer tre og solgte over 58.000 eksemplarer i den første uge. Det var den bedst sælgende debutsingle og den overordnede ottende bedst sælgende single i 2011, der solgte 801.000 eksemplarer. Den førende single blev også et top ti hit i Australien, Tyskland, Irland, Japan, Luxembourg, New Zealand, Norge og Holland. Under en overskrift i ’BBC Introducing’-teltet på Glastonbury Festival 2011 annoncerede Sheeran, at "You Need Me, I Don't Need You" ville blive udgivet den 26. august som den anden single fra albummet. Den anden single toppede som nummer fire på UK Singles Chart. "Lego House" blev udgivet som den tredje single, nåede top ti på de australske, irske og newzealandske singlehitlister. På musikvideoen til "Lego House" optræder skuespilleren Rupert Grint, som spiller på deres lignende udseende. "Drunk", udgivet den 19. februar 2012, bec ame Sheerans fjerde top ti-single i træk i Storbritannien, der toppede som nummer ni.

### 2011
Sheeran udgav + den 12. september 2011. Albummet fik generelt positive anmeldelser fra musikkritikere og debuterede som nummer et på UK Album Chart for salg af 102.000 eksemplarer. Ved udgangen af 2011 var salget af albummet i Storbritannien nået op på 791.000 eksemplarer; det blev det andet bedst sælgende debutalbum og det niende mest solgte album der. Albummet er blevet certificeret platin seks gange af British Phonographic Industry, hvilket angiver forsendelser af 1.800.000 eksemplarer. I marts 2012 havde albummet solgt 1.021.072 eksemplarer i Storbritannien. Albummet nåede også top fem i Australien, Canada, Irland, New Zealand og USA.
Sangen, "Moments", på debutalbum af boybandet One Direction, udgivet i november 2011, blev skrevet sammen med Sheeran.

### 2012 - 2014
Ved Brit Awards den 21. februar 2012 vandt Sheeran Brit Awards for årets Brit Award for British Male Solo Artist, og Brit Award for British Breakthrough Act. Den 10. januar 2012 blev det annonceret, at Sheeran ville støtte Snow Patrol på deres USA-turné fra sent marts til maj. Hans sang, "Give Me Love", var med i episoden "Dangerous Liaisons" af The Vampire Diaries. Ved Ivor Novello Awards i maj 2012 vandt Sheerans "The A Team" Adeles "Rolling in the Deep" og Florence and the Machines "Shake It Out" for bedste sang musikalsk og lyrisk. Sheeran optrådte "The A Team" ved Elizabeth IIs diamant-jubilæums koncert afholdt på The Mall uden for Buckingham Palace den 4. juni 2012 og en cover af Pink Floyds "Wish You Were Here" ved afslutningsceremonien ved Sommer-OL 2012 i London den 12. august 2012.
Taylor Swift kontaktede Sheeran efter at have hørt hans musik, mens han turnerede Australien i marts 2012. Senere var han med til at skrive og levere vokal til "Everything Has Changed", en single med på Swifts fjerde studiealbum, Red . Sheeran bidrog også med to sange til One Directions andet studiealbum, Take Me Home, udgivet i november 2012; singlen "Little Things" blev gruppens anden nummer et i Storbritannien. Sheerans album toppede som nr. 5 på ' 'Billboard 200, mens "The A Team" nåede nr. 16 på den amerikanske Billboard Hot 100. Sent i 2012 og begyndelsen af 2013 stod han i spidsen for en amerikansk turné med 6.000–9.000 spillesteder. "The A Team" modtog en nominering til årets sang ved Grammy Awards 2013. Elton John, der driver Sheerans administrationsselskab, ansøgte prisarrangørerne om at få en præstationsplads til Sheeran en ved ceremonien, men fik at vide, at Sheeran alene ikke var højprofileret nok, og Elton John løste dette problem ved selv at optræde sammen med Sheeran. Sheeran var også med på nogle numre fra den irske sanger Foy Vances fjerde album Joy of Nothing.
Fra marts til september 2013 spillede Sheeran på arenaer og stadioner i hele Nordamerika som åbningsakten til Swifts The Red Tour. Ifølge Sheeran var det dengang hans største turné, og han tilføjede en skarlagenrød RØD tatovering for at mindes den. I oktober 2013 stod Sheeran for tre udsolgte shows i New Yorks Madison Square Garden. Under koncerten debuterede Sheeran med nye sange, herunder "Tenerife Sea",  et fremtidigt nummer på hans andet studiealbum. Sheeran udgav "I See Fire" den 5. november 2013. Sangen er med i sluttekst af filmen The Hobbit: The Desolation of Smaug, filmens soundtrack, og på deluxe-versionen af hans andet album  Sheeran blev nomineret til en Grammy Award for Best New Artist.
Den 24. marts 2014 optrådte Sheeran ved Teenage Cancer Trust velgørenhedskoncert i Royal Albert Hall i London, hvor han afslørede "Take It Back", et nummer, der ville optræde i deluxe-versionen af den anden album. "Sing", hovedsinglen, blev udgivet den 7. april 2014. Lydmæssigt er sangen en afvigelse fra Sheerans tidligere indspilninger. "Sing" var beregnet til at skabe hype over albumudgivelsen, men af bekymring for, at dette kunne fremmedgøre Sheerans fanskare, "One", en akustisk ballade, blev udgivet den 16. maj 2014;  "One" markerede også den første af adskillige salgsfremmende singler udgivet, der førte til albumudgivelsen. I begyndelsen af juni 2014 havde "Sing" skaffet Sheeran sin første nummer et single i Storbritannien.

### 2014
Sheerans andet studiealbum, × (udtales "multiply"), blev udgivet over hele verden den 23. juni 2014. Sheeran skrev over tre år mere end 120 sange til albummet. Albummet indeholder numre produceret af Rick Rubin, Pharrell Williams og Benny Blanco, såvel som Gosling's.< ref name="BB-Lipshutz"/> × toppede som nummer et på både den britiske albumhitliste og den amerikanske Billboard 200. For at støtte albummet begav Sheeran sig ud på en verdensturné der startede den 6. august 2014 i Osaka, Japan. Den 27. september 2014 var Sheeran en af hovedaktørne på Melbourne Cricket Ground forud for AFL Grand Final i 2014.
Efter "Don't", blev "Thinking Out Loud" udgivet den 24. september 2014 som albummets tredje single. I modsætning til hans tidligere musikvideoer tog Sheeran hovedrollen i singlens akkompagnement, hvor han spillede en balsaldans. Det blev hans anden single der opnåede at blive nummer et i Storbritannien,  og den tilbragte også otte uger som nummer to i USA [[Billboard Hot] 100|Billboard Hot 100]] (det var kun "Uptown Funk" af Mark Ronson med Bruno Mars der holdt den fra at få førstepladsen). I 2014 nåede de samlede streams på Sheerans katalog i Spotify 860 millioner; Spotify udnævnte ham til den mest streamede kunstner og × til det mest streamede album. Samme år lavede albummet Sheeran iTunes' bedst sælgende kunstner i Storbritannien, Irland og New Zealand.
× blev nomineret til Årets Album ved 57th Grammy Awards. Sheeran optrådte "Thinking Out Loud" sammen med John Mayer, Questlove og Herbie Hancock ved ceremonien. Den 25. februar vandt Sheeran British Male Solo Artist og British Album of the Year for × ved Brit Awards i 2015. Den 21. maj modtog han Ivor Novello Award for sangskriveren fra År. Den 21. juni var Sheeran medvært for Much Music Video Awards i 2015 i Toronto, hvor han fremførte singlerne "Thinking Out Loud" og "Photograph"; han vandt også to priser, Best International Artist og Most Buzzworthy International Artist or Group. Den 27. juni optrådte Sheeran som åbningsakten for The Rolling Stones i deres Postnummer Tour dato i Kansas Citys Arrowhead Stadium. Den 10.-12. juli 2015 optrådte Sheeran med udsolgte shows på Londons Wembley Stadium. Udsendelserne, som blev annonceret i november 2014, var en del af hans verdensturné. Koncerten blev dokumenteret og sendt den 16. august 2015 på NBC; den en-times special Ed Sheeran – Live at Wembley Stadium inkluderede også optagelser bag kulisserne. I november 2015 udgav Sheeran DVD'en Jumpers for Goalposts: Live at Wembley Stadium; titlen er et nik til at spille koncerter på Wembley Stadium, hjemmet for engelsk fodbold.

### 2015
I 2015 skrev Sheeran "Love Yourself" til Justin Biebers fjerde album. Sheeran havde oprindeligt planlagt at lægge sangen på sit tredje album ÷ og tilføjede, at nummeret ville være blevet skrottet, før Bieber tog sangen. I august 2015 sang han sammen med Macklemore på nummeret "Growing Up". Den 26. september optrådte Sheeran ved 2015 Global Citizen Festival i Central Park's Great Lawn i New York, en begivenhed arrangeret af Coldplay forsanger, Chris Martin, der går ind for en ende på ekstrem global fattigdom. Sheeran stod for festivalen sammen med Beyoncé, Coldplay og Pearl Jam. Festivalen blev sendt på NBC i USA den 27. september og BBC i Storbritannien den 28. september. Sheeran var medvært for MTV Europe Music Awards den 25. oktober 2015 i Milano, Italien. Han vandt priserne for Best Live Act og Best Live Stage; sidstnævnte var en anerkendelse for hans optræden ved 2014 V Festival i England. Sheeran vandt Billboard Touring Awards' Breakthrough-pris. Hans single fra ×, "Thinking Out Loud", gav ham i 2016 to Grammy Awards: Song of the Year og Best Pop Solo Performance.I maj 2016 blev × kåret som det næstbedst sælgende album på verdensplan i 2015, bag 25 af Adele.

### 2017
Den 13. december 2016, efter et års pause, også på de sociale medier, tweetede Sheeran et billede og ændrede sin Twitter, Facebook og Instagram profil til en lyseblå, hvilket signalerede udgivelsen af et nyt album – alle Sheerans tidligere album havde haft en enkelt farvet baggrund med et matematisk symbol Den 2. januar lagde han en 10-sekunders video på Twitter og andre sociale medier, der viste coverdesignet til hans kommende album med titlen ÷ (udtales "divide"), som blev udgivet den 3. marts 2017 Albummet debuterede som nummer et i Storbritannien, USA, Tyskland, Australien, Canada og andre store markeder.  Med et salg i den første uge på 672.000 eksemplarer, blev det det hurtigst sælgende album af en mandlig soloartist i Storbritannien, og tredjehurtigste i Storbritanniens hitlistehistorie efter  25 af Adele og Be Here Now af Oasis. Det havde det største salg i den første uge i 2017 i USA, indtil det blev overgået af Taylor Swifts Reputation.
Den 6. januar udgav Sheeran to singler, "Shape of You" og "Castle on the Hill"; temaet for sidstnævnte single var Sheerans opvækst i sin hjemby Framlingham i Suffolk, hvor slottet refererer til Framlingham Castle. Efter udgivelsen af disse singler var Sheeran medvært på BBC Radio 1 Breakfast Show med Scott Mills, hvor det blev antydet, at han ville muligvis optræde på Glastonbury Festival i 2017.  Det var også under dette show, at Sheeran brugte en ny Martin guitar, der havde ÷-logoet (på hans nye album) på både headstock og krop af den akustiske guitar.  Begge singler fortsatte med at slå Spotify-streamingrekorden på den første dag, med en samlet total på over 13 millioner streams på 24 timer. 
Den 13. januar kom "Shape of You" og "Castle on the Hill" ind på UK Singles Chart som nummer et og nummer to, og dermed for første gang i historien at en kunstner har indtaget de to øverste pladser i den britiske hitliste med nye sange. Samme dag blev han også den første kunstner, der debuterede som nummer et og nummer to på de tyske singlehitlister. Den 15. januar debuterede sangene som nummer et og nummer to på ARIA Singles Chart, den første gang dette er opnået i den australske hitlistes historie. Den 17. januar, debuterede "Shape of You" som nummer et på USA Billboard Hot 100, mens "Castle on the Hill" kom ind som nummer seks; dette gjorde Sheeran til den første kunstner nogensinde, der har debuteret to sange samtidigt i den amerikanske top 10 Holdet bag TLCs sang "No Scrubs" blev krediteret på "Shape of You", efter at fans og kritikere fandt ligheder mellem elementerne i de to sange.
Den 26. januar annoncerede Sheeran datoer for begyndelsen af Divide Tour med shows i Europa, Sydamerika og Nordamerika fra 17. marts til 14. juni 2017. Den 17. februar udgav Sheeran "How Would You Feel (Paean)". Selvom det ikke var en officiel single, nåede sangen nummer to i Storbritannien. Inden den 11. marts 2017 havde Sheeran samlet ti top 10-singler fra ÷ på UK Singles Chart, og slog den skotske DJ Calvin Harriss rekord med ni top 10 singler fra ét album. Den 25. juni stod Sheeran for den sidste aften på Glastonbury festival, og optrådte foran 135.000 personer. Ved MTV Video Music Awards i 2017 blev Sheeran kåret som årets kunstner. Den fjerde single fra ÷, "Perfect", nåede at blive nummer et i Storbritannien og Australien, og en akustisk version af sangen med titlen "Perfect Duet", et samarbejde med Beyoncé, blev nummer et i USA og Storbritannien,  og blev årets nummer et på UK Single Chart Christmas. Den 7. november afslørede Taylor Swift, at Sheeran samarbejdede med hende om sangen "End Game" til hendes sjette studiealbum Reputation. Sangen, hvor også rapperen Future deltager, blev udgivet den 10. november.
Den 4. december blev Sheeran kåret som Spotifys mest streamede kunstner i 2017 med 6,3 milliarder streams. Albummet ÷ var Spotifys var årets mest streamede med 3,1 milliarder streams, og topsangen "Shape of You" var streamet 1,4 milliarder gange. Den 5. december 2017 annoncerede hiphop-kunstneren Eminem, at Sheeran havde samarbejdet med ham om sangen "River" til hans niende studiealbum Revival. Om arbejdet med Eminem udtalte Sheeran: "Han er en af grundene til, at jeg begyndte at skrive sange, og det var en fornøjelse at arbejde med ham." Da Sheeran talte på irsk tv’s The Late Late Show den 15. december, udtalte Sheeran, at han havde skrevet en temasang til en kommende James Bond film i tilfælde af, at han skulle blive ringet op af producenterne af filmserien. I december 2017 optrådte Sheeran på BBC Radio 1s Live Lounge, og fremførte sin sang "Perfect" og en duet af The Pogues' klassiker "Fairytale of New York" med Anne-Marie.

### 2018
Den 3. januar 2018 blev "Shape of You" kåret som den bedst sælgende single fra 2017 i Storbritannien,  og den bedst sælgende single fra 2017 på Billboard Hot 100 i USA. Samme dag blev ÷ kåret som det bedst sælgende album af 2017 i Storbritannien  og USA. Som den bedst sælgende kunstner på verdensplan for 2017 udnævnte IFPI ham til Global Recording Artist of the Year. Ved 2018 Brit Awards afholdt på the O2 Arena i London den 21. februar optrådte Sheeran med "Supermarket Flowers", og modtog Global Success Award fra Elton John og Rolling Stones guitaristen Ronnie Wood. Sheeran spillede for over 950.000 mennesker i Australien og New Zealand i marts og april, hvilket gjorde det til den største koncertturné i australasisk musikhistorie, og overhalede den tidligere rekord sat af Dire Straits i 1986. I april udnævnte IFPI ÷ til bedst sælgende album på verdensplan i 2017. På Billboard Music Awards 20. maj 2018 optrådte Sheeran med "Galway Girl" fra Phoenix Park i Dublin, Irland , og modtog seks priser, herunder Billboard Music Award for Top Hot 100 Artist. I 2018 skrev Sheeran sange til boybands. "Trust Fund Baby", af Why Don't We, blev udgivet den 1. februar 2018 og "Summer On You", af PrettyMuch, blev udgivet den 21. juni 2018

### 2019:No.6 Collaborations Project
Den 10. maj 2019 udgav Sheeran singlen "I Don't Care", en duet med Justin Bieber, fra hans fjerde studiealbum No.6 Collaborations Project. På Spotify debuterede "I Don't Care" med 10,977 millioner daglige globale streams, hvilket slog platformens enkeltdags streamingrekord. Sangen debuterede som nummer et i Storbritannien, Australien og på andre markeder, og nummer to i USA. Den 31. maj, "Cross Me" med Chance the Rapper og PnB Rock, debuterede som nummer 9 i Storbritannien. "Beautiful People" med Khalid blev udgivet den 28. juni 2019, og debuterede som nummer 3 i Storbritannien og nummer 4 i Australien. Den 5. juli udgav Sheeran to nye sange, "Best Part of Me" med Yebba, og "Blow" med Bruno Mars og Chris Stapleton. Den 12. juli udgav han albummet sammen med "Antisocial" med Travis Scott. Albummet debuterede som nummer et i Storbritannien, USA, Australien og andre markeder. Den 9. august 2019 havde hans fire album tilsammen tilbragt 41 uger på førstepladsen i Storbritannien, og var dermed nummer et på de britiske albumhitlister i 2010'erne, fem uger mere end Adele på andenpladsen  Den 26. august afsluttede Sheeran 260-showet Divide Tour med fire hjemkomstoptrædener i Ipswich, Suffolk; turnéen inkluderede også hans optræden for over 100.000 mennesker i Malmi Lufthavn i Helsinki, Finland den 24. juli. Den 30. august opnåede den syvende single fra albummet "Take Me Back to London" med Stormzy at blive nummer et i Storbritannien.
I 2019 var Sheeran med til at skrive countrysangeren Kenny Chesneys single "Tip of My Tongue". I december 2019 blev Sheeran kåret til årtiets kunstner af Official Charts Company for at være den mest succesrige performer på de britiske album- og singlehitlister i 2010'erne. Otte af hans sange var med i Official Chart Company's hitliste for årtiet med tre sange i top 5 – "Shape of You" blev kåret som nummer et. Globalt udnævnte Spotify ham til den anden mest streamede kunstnere på Spotify i årtiet efter Drake . Den 21. december 2020, efter at have været på pause efter at have fået sit første barn med Cherry Seaborn i august, udgav han overraskelsessinglen "Afterglow".

### 2021
Den 25. juni 2021 udgav Sheeran "Bad Habits", hovedsinglen fra hans kommende femte studiealbum. Den blev hans 10. britiske nummer et single; sangen tilbragte elleve uger i træk på toppen af UK Singles Chart og Irish Singles Chart, toppede hitlisterne i blandt andet Australien, Canada og Tyskland, og toppede som nummer to på Billboard Hot 100 i USA. Efter ellevte uger som nummer et i Storbritannien blev han den første britiske soloartist, der totalt har været nummer et i 52 uger eller mere, og kun Elvis Presley (80 uger) og The Beatles (69 uger) har haft flere uger på toppen.
Den 19. august annoncerede Sheeran, at hans femte studiealbum ville hedde = (udtalt "equals") og det blev udgivet den 29. oktober 2021 med i alt 14 sange Coveret blev malet af ham under den første nedlukning under den da herskende coronaviruspandemi, og var baseret på de ændringer, hans liv har haft i løbet af de sidste fire år, herunder ægteskab, at få et barn og at miste venner. Den salgsfremmende single "Visiting Hours" blev udgivet sammen med annonceringen. Den 9. september var han en del af 2021 Kickoff Experience forud for åbningskampen for den amerikanske NFL-sæson. Udgivet den 10. september, detroniserede "Shivers" "Bad Habits" på toppen af de britiske og irske singlehitlister. Med toppen af hitlisterne på de fleste større markeder blev = hans femte britiske nummer et-album og fjerde USA nummer et.
Den 29. november 2021 annoncerede Sheeran og Elton John deres nye single "Merry Christmas", en duetsingle tilegnet velgørenhed. Inspireret af en scene fra den romantiske komediefilm Love Actually (2003), ser man i sangens musikvideo duoen hylde scener fra tidligere britiske julehits, herunder "Last Christmas" , "Walking in the Air", "Merry Christmas Everyone", og "Stay Another Day". Hele det britiske overskud fra sangen gik til Ed Sheeran Suffolk Music Foundation og Elton John AIDS Foundation. Sangen debuterede som nummer et på den britiske singlehitliste den 10. december og blev Sheerans tolvte nummer på toplisten. Den 23. december 2021 medvirkede Sheeran på remixet af Fireboy DMLs sang "Peru".

### 2022
Den 11. februar 2022 udgav Sheeran en duetversion af "The Joker and the Queen" med Taylor Swift. Den 4. marts var Sheeran med i "Bam Bam" , for anden gang et samarbejde med Camila Cabello. Senere samme måned samarbejdede han med den colombianske sanger J Balvin i singlerne "Sigue" og "Forever My Love". Den 22. april udgav Sheeran "2step" med Lil Baby, den femte single fra albummet =, før han udgav en version af sangen med det ukrainske pop-rockband Antytila.

## Privatliv
I begyndelsen af 2011, efter at have sikret sig indspilnings- og udgivelsesaftaler, købte og renoverede Sheeran en gård nær Framlingham, Suffolk, hvor han voksede op. Han har udtalt, at han håber at få en familie der. I løbet af 2013 boede han skiftevis i Hendersonville, Tennessee og Los Angeles, Californien. I 2014 købte han et hus i South London.
Sheeran var i et forhold med den skotske singer-songwriter Nina Nesbitt (som var med i hans musikvideo til "Drunk") i 2012, før de slog op. Nesbitt er den emnet for Sheerans sange "Nina" og "Photograph", mens det meste af Nesbitts album, Peroxide, handler om Sheeran. I 2014 var Sheeran i et forhold med Athina Andrelos, som arbejdede for kokken Jamie Oliver. Hun er inspirationen til Sheerans sang "Thinking Out Loud".  De gik fra hinanden i februar 2015. Han er også nære venner med singer-songwriter Taylor Swift; parret samarbejdede om hendes album Red (originale og genindspillede versioner) og Reputation, også som på et remix af sangen "The Joker and the Queen" fra Sheerans album =.
I juli 2015 indledte Sheeran et forhold med sin barndomsveninde og tidligere gymnasiekammerat Cherry Seaborn. De annoncerede deres forlovelse i januar 2018 og blev gift et år senere. Hun er inspirationen til sangen "Perfect". Det blev rapporteret den 12. august 2020, at parret ventede deres første barn. Den 1. september annoncerede Sheeran på Instagram, at Seaborn havde født en pige den foregående uge. Den 19. maj 2022 blev det offentliggjort, at parrets andet barn, en pige, var blevet født.

## Diskografi
- + (2011)
- × (2014)
- ÷ (2017)
- No.6 Collaborations Project (2019)
- = (2021)
- − (2023)
- Autumn Variations (2023)
- Play (2025)